# 뿔투구

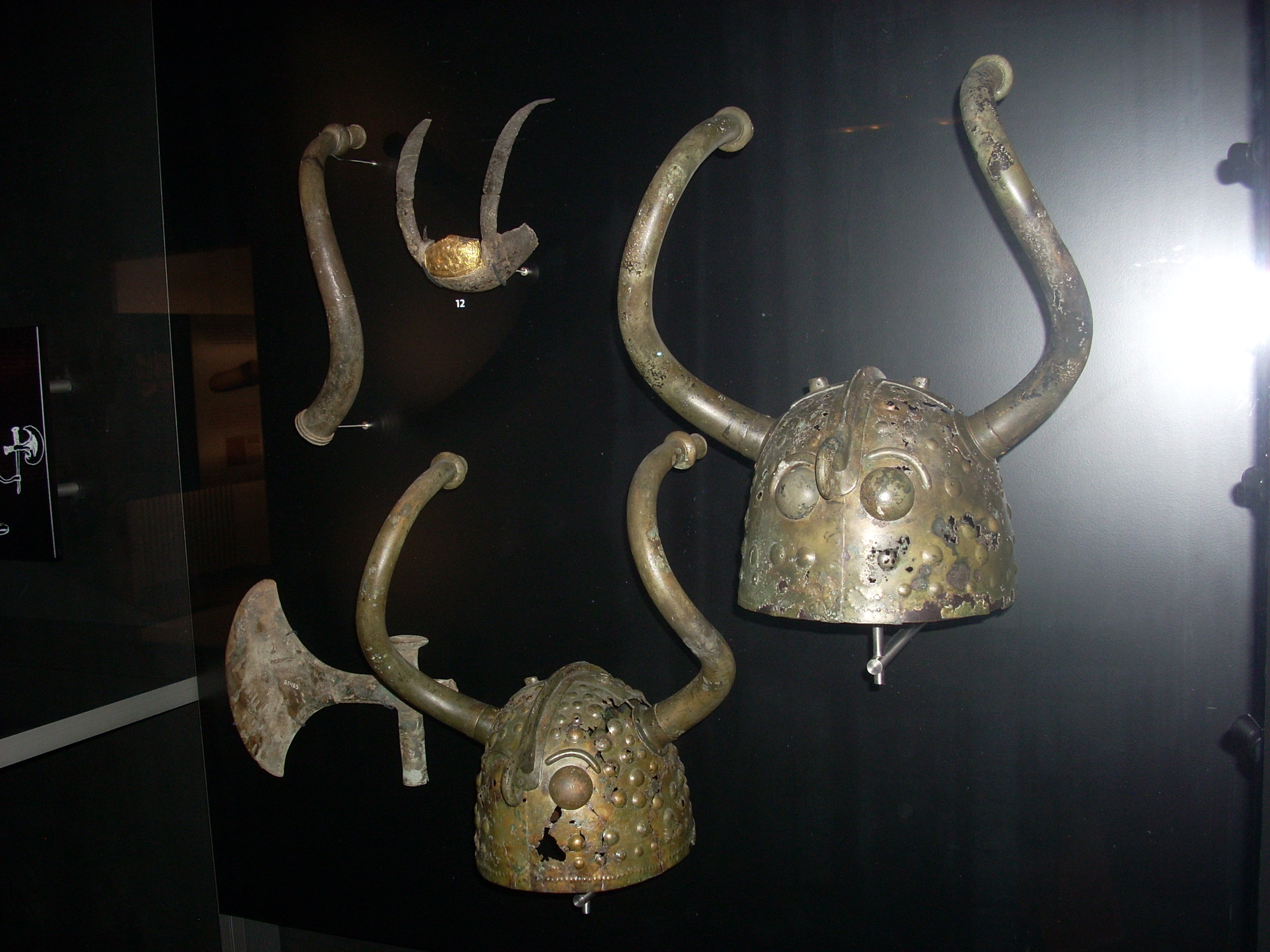
북유럽 청동기 시대의 벡쇠 투구.

뿔투구(영어: Horned helmet)는 말 그대로 뿔이 난 투구다. 전세계적으로 많은 사람들이 사용했으며, 단순한 돌출모양 외에 동물의 뿔을 그럴듯하게 흉내낸 것들도 있었다. 이런 뿔은 전투에는 쓸모가 없기 때문에, 뿔투구들은 종교적인 용도로 사용되었을 것으로 추측된다.

## 같이 보기
- 뿔 난 남신